# Foro de Profesores
El Foro de Profesores es una asociación cívica española de carácter legal no incorporado ni constituido, establecida en octubre de 2017 como respuesta al tratamiento internacional, periodístico y académico del referéndum de independencia en Cataluña, constitucionalmente ilegal, celebrado el 1 de octubre de 2017. El Foro fue fundado por Alfonso Valero Aguado, exprofesor de Derecho de la Nottingham Trent University, en colaboración con profesores universitarios de varios países.
En los años siguientes a su fundación, el Foro de Profesores ha ampliado su ámbito de acción a diversas causas constitucionalistas y de defensa crítica de la democracia española. 
Desde abril de 2020, el coordinador del Foro de Profesores es Carlos Conde Solares, profesor de Historia de España en la Universidad de Northumbria (Reino Unido). 
La página web del Foro identifica a algunos de los más de 200 miembros del grupo, repartidos por países como Alemania, Argentina, Australia, Bélgica, Canadá, Chile, Ecuador, Estados Unidos., Francia, México, Portugal, Reino Unido, Suecia, Suiza y España.

## Objetivos e ideario
El Foro se define como especialmente crítico con el nacionalismo y el independentismo. En este sentido se alinea con las agrupaciones «constitucionalistas» que defienden la unidad de España. La web del Foro de Profesores describe su ideología como carente de “adscripción partidista de ningún tipo” y de “absoluta transversalidad”. La mayor parte de los miembros listados en su web y firmantes de sus manifiestos no tienen filiación política conocida. Sin embargo, en varios casos es conocida su afinidad, pasada o presente, con partidos políticos como el PSC-PSOE, UPyD, Ciudadanos, Partido Popular, Vox, BCN Canvi, dCIDE y otros varios de la “izquierda nacional” extraparlamentaria.
La web del Foro de Profesores define los siguientes parámetros colectivos:
- Discusión, apoyo mutuo y difusión de ideas de todos aquellos que tienen en común un compromiso con la unidad de España (entendida como garante de los derechos de los españoles) y el respeto al Estado de Derecho (es decir, división de poderes, elecciones con sufragio universal y respeto al imperio de la ley).
- Defensa de la “soberanía nacional [que] reside en el pueblo español, del que emanan los poderes del Estado (artículo 1.2 de la Constitución española), de la que se deduce que todos los españoles deciden sobre el futuro de su territorio”.
- Promoción de la idea de que “España es una democracia, imperfecta como todas, pero moderna y perfectamente integrada en la comunidad internacional como miembro plenamente democrático”.
- Ayuda a la organización de “los defensores de la unidad de España y del Estado de Derecho”, cuyos “esfuerzos comunicativos” se han visto “muy limitados por el aislamiento y el aparato propagandístico de los nacionalistas”.

## Campañas y actividades
El Foro de Profesores ha llevado a cabo diversas campañas en varios idiomas, de las cuales se han hecho eco varios medios españoles e internacionales.

### 2018
En el año 2018, el Foro de Profesores se dio a conocer con varias campañas dirigidas a universidades y medios escoceses, como la Universidad de Saint Andrews y el diario The National. En España, el Foro publicó varios manifiestos en los diarios El Mundo, El Español y e-Notícies esbozando su posición sobre temas constitucionales y educativos. En concreto, la entidad se pronunció sobre la inmersión lingüística obligatoria en determinadas comunidades autónomas, sobre la libertad ideológica de los estudiantes en los campus catalanes y sobre la convivencia entre distintas sensibilidades ideológicas dentro del sistema educativo español. Coincidiendo con la disputa sobre la extradición de Carles Puigdemont, el Foro defendió la solvencia y las credenciales de la justicia española en una columna de opinión en Newsweek y en un manifiesto en El Mundo.

### 2019
En 2019, el Foro intensificó su campaña internacional para defender el proceso judicial del Tribunal Supremo español contra los líderes de los incidentes de 2017 en Cataluña. Sus cartas se dirigieron al London School of Economics, al Trinity College de Dublín, a la Universidad de Groningen, a los diarios franceses Libération y Le Journal du Dimanche, al belga Le Soir, a la Universidad de Cambridge, a la Universidad Iberoamericana, a la Unión de Estudiantes de la Universidad de Oxford, al diario escocés The National, al digital mexicano Letras Libres, al Instituto Iberoamericano de La Haya y al Secretario de Relaciones Exteriores del Gobierno de México entre otros.
En España, el Foro ha publicado varios manifiestos en defensa de las instituciones democráticas del Estado y, en ocasiones junto a la asociación Universitaris per la Convivencia, ha defendido la libertad ideológica en el contexto educativo de Cataluña.

### 2020
En 2020, el Foro diversificó y amplió su alcance internacional con cartas al Presidente del Parlamento Europeo, al Refworld-ACNUR de la ONU y a diversas instituciones francesas y escocesas. En España, el Foro ha escrito cartas abiertas a los rectorados de las universidades de Vic y del País Vasco. El Foro de Profesores fue una de las 33 asociaciones cívicas que firmaron un llamamiento “por la defensa de los valores democráticos y la convivencia” en junio de 2020.
El 10 de julio de 2020, el Foro emitió un manifiesto a favor de un gran consenso educativo, basado en el consenso, la convivencia, el respeto, el conocimiento mutuo y los valores constitucionales. Se abogaba por la recuperación por parte del Ministerio de Educación de algunas competencias educativas fundamentales, como el control de la calidad de la enseñanza mediante el establecimiento de pruebas externas con valor académico al final de cada etapa educativa; garantizar en las comunidades bilingües el derecho de los niños a ser educados en su lengua materna, si esta es una de las lenguas cooficiales; garantizar un adecuado conocimiento científico de la Historia de España, de sus culturas y tradiciones, acorde con los valores constitucionales y europeos; y promover una Ley de Educación inclusiva, para toda España, que evite que cada comunidad autónoma adapte los textos a su coyuntura política.
El 3 de agosto de 2020, se remitieron cartas en español, francés e inglés, a la rectora de la UAB, en relación con el episodio protagonizado por un profesor de dicha Universidad, que puso en ridículo públicamente y adoctrinó a un estudiante, miembro de la asociación anti independentista "S'ha Acabat", conminando a investigar los hechos. Las cartas fueron firmadas por 356 profesores y profesionales.
El 26 de septiembre de 2020, el Foro dirigió una carta a la ministra de Educación, Isabel Celaá, a propósito de un acta del IES Sant Agustí de Ibiza, en la que además de reconocer la presión a un profesor por expresarse en español, se apuntaba que “la lengua vehicular del centro a todos los efectos (clases, reuniones con alumnado, profesorado y familias) es el catalán” y que sus normas de funcionamiento “están por encima de los derechos individuales”. Al final de la carta se solicitaba una entrevista con la ministra. La carta fue firmada por 711 profesores y profesionales.

### 2021 ==
El Foro ha continuado su actividad en defensa de la lengua común con numerosas inclusiones en prensa y actividad en redes sociales. El 9 de febrero de 2021, se dirigió una carta a Mariya Gabriel, comisaria Europea de Innovación, Investigación, Cultura, Educación y Juventud, mostrando la preocupación por la discriminación del castellano en las universidades catalanas.

## Congresos
El I Congreso del Foro de Profesores tuvo lugar los días 25 y 26 de abril de 2019, en la Facultad de Derecho de la Universidad de Valladolid. Las jornadas fueron clausuradas por Irene Lozano, entonces secretaria de Estado de España Global.  En este primer congreso, Jorge Calero y Ana Losada presentaron el estudio “Efectos de la inmersión lingüística en el alumnado castellanohablante en Cataluña”. El Congreso constó de diez mesas, en las que se trataron los siguientes ejes temáticos :
1. Revisionismo histórico: España, el Imperio y sus nacionales.
2. Identidad, bilingüismo e inteligencia social.
3. ¿Es sorprendente que la izquierda apueste por el nacionalismo? A bug or a feature.
4. Construyendo relatos: la idea de España en comunicación y educación.
5. Los retos de la democracia, hoy.
6. España en un mundo globalizado: cuestiones jurídico-internacionales y europeas.
7. La insurgencia en Cataluña en perspectiva constitucional.
8. Secesionismo económico.
9. Nacionalismo e invención de enemigos.
10. Nacionalismo y populismo.

El II Congreso del Foro de Profesores iba a tener lugar los días 13 y 14 de noviembre de 2020 en la Universidad de Sevilla. Fue suspendido a causa de la pandemia global provocada por el virus SARS-CoV-2. Finalmente se celebró en abril de 2022.
El III Congreso del Foro de Profesores se celebró en la Universidad San Pablo de Madrid en junio de 2023.
El IV Congreso del Foro de Profesores se iba a celebrar en Barcelona en mayo de 2024, pero ciertos inconvenientes relacionados con la sede obligaron a su suspensión. Se está a la espera de acordar una nueva fecha.

## Otras actividades del Foro de Profesores
Además de sus actividades colectivas, los miembros del Foro de Profesores también comparten, difunden y promocionan los muchos documentos periodísticos, académicos y de opinión que publican de manera individual y que en ocasiones coinciden con los objetivos del Foro. Desde enero de 2020, el Foro difunde entre sus miembros un boletín semanal multilingüe que recoge una selección de lo más destacado que sus miembros han publicado en diversos países.